# Sebastian von Zeberg

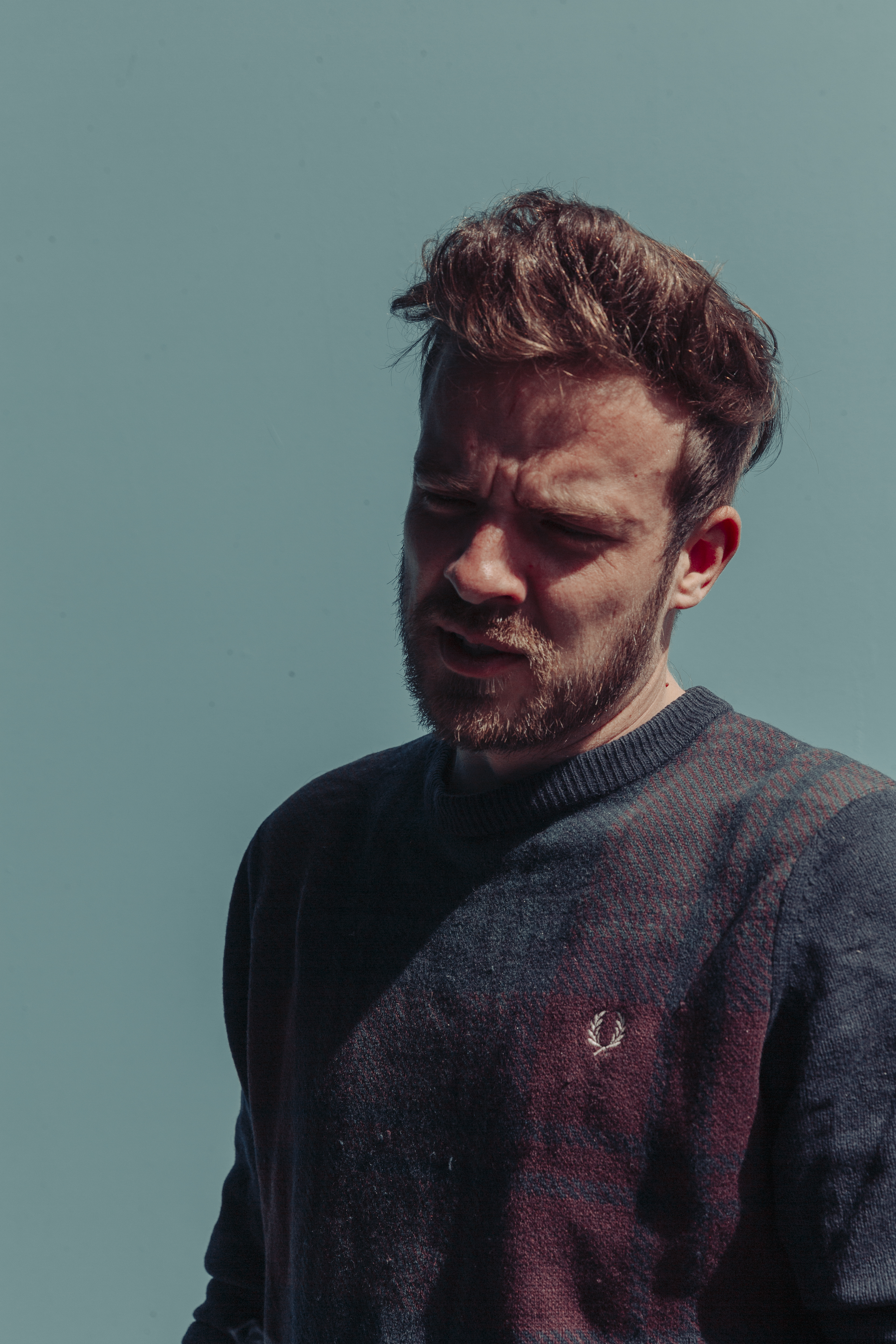
Sebastian von Zeberg

Sebastian von Zeberg (* 15. April 1991 in Oldenburg (Oldb)) ist ein deutscher Künstler und Unternehmer.

## Leben
Sebastian von Zeberg arbeitete zunächst als angestellter Grafikdesigner in einer Oldenburger Werbeagentur. Mit seinem Kollegen Jannik Eilers gründete er 2014 threeOax, eine Agentur für Markenbildung und Medienproduktion. Er selbst ist als Kreativdirektor in der Firma tätig. 2017 wurde er vom Ministerium für Wirtschaft, Arbeit, Verkehr und Digitalisierung für seine Arbeit als Kreativpionier ausgezeichnet.
2015 gründete er zusammen mit Renke Harms Die Jungs Wandgestaltung, einen professionellen Dienstleister für Graffiti, Streetart und Wandmalerei in Deutschland. Zahlreiche künstlerische Wandgestaltungen für Unternehmen und den Staat finden sich bundesweit an öffentlichen Orten, sowie in und an Betriebsgebäuden.
Über seine Arbeit als Wand- und Kalligraphiekünstler hinaus ist Sebastian von Zeberg als Bodypaintingkünstler und Fotograf bekannt. Seine Bodypaintingwerke sind in Kalligrafie- und Tattoostil gehalten, die zugehörigen Fotoserien düster und wechseln von Modefotografie, über Aktfotografie bis hin zu Storytelling.